# Myrcia maestrensis
Myrcia maestrensis är en myrtenväxtart som först beskrevs av Ignatz Urban, och fick sitt nu gällande namn av Brother Alain. Myrcia maestrensis ingår i släktet Myrcia och familjen myrtenväxter. IUCN kategoriserar arten globalt som starkt hotad. Inga underarter finns listade i Catalogue of Life.